# 莽山刺皮耳
莽山刺皮耳（学名：Heterochaete mangensis）是属于银耳目银耳科刺皮耳属的一种真菌，群生于阔叶树枯枝上。该种分布于中国。